# Navy SEALs
 Ovo je glavno značenje pojma Navy SEALs. Za istoimeni film iz 1990. pogledajte Mornarički tuljani (Navy SEALs).
Američki Sea, Air, Land timovi (morski, zračni i kopneni timovi), Navy SEALs, su specijalne postrojbe Mornarice Sjedinjenih Država.

## Povijest
Navy SEALovi imaju svoje korijene još u II. svjetskom ratu. Mornarica SAD-a prepoznala je potrebu za tajno izviđanje obalnih sletišta i fortifikacija. Kao rezultat, amfibijska izvidnička škola (Amphibious Scout and Raider School) osnovana je 1942. u Fort Pierceu, Florida. Postrojba Scouts and Raiders su osnovani u rujnu te godine, devet mjeseci nakon napada na Pearl Harbor.

### Maritimna jedinica OSS-a
Jedan od najranijih predaka SEALova u II. svjetskom ratu bili su operacijski plivači Ureda strateških službi (Office of Strategic Services; OSS). Mnoge sadašnje SEAL misije su prvi puta dodijeljene njima. OSS provodio je operacije iza neprijateljskih linija kako bi započeli organizirano gerilsko ratovanje, isto kao i sakupljanje informacija o neprijateljskim resursima i kretanju trupa. Zapovjedniku poručniku Wooleyu iz Kraljevske mornarice dodijeljeno je zapovjedništvo Maritimne jedinice OSS-a u lipnju 1943. Iste godine je njihova obuka započela u studenom u Campu Pendleton u Californiji, a obuka je poslije provedena i na otoku Santa Catalina, California, u siječnju 1944. te na Bahamima u ožujku 1944.

### UDT
Nakon neuspjele invazije na Tarawu i nemogućnost američkih marinaca da sa svojim amfibijskim vozilima osiguraju koraljne grebene, kontraadmiral Kelly Turner naredio je formaciju Timova za podvodno demoliranje. UDT-ovi su prvi put nastupili u borbu 31. siječnja 1944., tijekom operacije Flintlock u Maršalovom Otočju. S vremenom, 34 UDT-ova je bilo osnovano. UDT-ovi su sudjelovali u akciji diljem Pacifika u svakom glavnom amfibijskom slijetanju uključujući Eniwetok, Saipan, Guam, Tinian, Angaur, Ulithi, Peleliu, Leyte, Lingayenski zaljev, Zambales, Iwo Jimu, Okinawu, Labuan, Brunejski zaljev. Njihova posljednja operacija u ratu bila je 4. srpnja 1945. na Borneu. Brza demobilizacija u završetku rata smanjila je broj UDT-ova na dva.

### Invazija na Grenadu
SEAL tim 4 i 6 (DEVGRU) sudjelovali su u invaziji na Grenadu, nakon što su u listopadu 1983. komunisti preuzeli vlast male otočne države na jugoistoku karipskog mora. Njihove dvije primarne misije bile su da izbave guvernera-generala Paula Sconna i da zauzmu Grenadin jedini radio toranj. Nijedna od misija nije imala dovoljno informacija i pravovremene obavještajne potpore i zbog toga su SEALovi od početka bili u nevolji. Jednomu od njihovih planova transporta nedostajala je zona/točka za spuštanje i četiri SEALova se utopilo prilikom iskrcavanja iz helikoptera s čamcima u more tijekom kišne i vjetrovite oluje.
Nakon ponovnog grupiranja, SEALovi su se razdvojili u dva tima i nastavili sa svojim misijama. Nakon što su pronašli guvernerovu palaču, SEALovi su primijetili da su zaboravili napuniti svoje kriptografske satelitske telefone. Kad su grenadske i kubanske trupe okružile tim, njihovom jedinom radiju se ispraznila baterija, iskoristili su telefon s fiksnom linijom u palači da bi pozvali AC-130 za paljbenu potporu. SEALovi su se pritajili u palači preko noći, sljedećeg jutra su ih pronašli i izvukli američki marinci.
Tim poslan na radio stanicu je također naišao na komunikacijske probleme. Nakon što su eliminirali nekoliko valova grenadskih i kubanskih trupa, SEALovi su odredili da je njihov položaj na radio tornju neodrživ. Uništili su stanicu i borili se sve do vode u kojoj su se sakrili od neprijateljskih patrola. Nakon što je neprijatelj odustao s potragom za SEALovima, neki ranjeni, otplivali su u otvoreno more gdje su izvučeni nakon što su ih uočili izvidnički avioni.

### Somalijski građanski rat
U kolovozu 1993. element od 4 SEALova bio je poslan u Mogadishu da radi zajedno s Delta Forceom kao dio Task Forcea Ranger u potrazi za Mohamedom Farrahom Aididom. Operacija je kulminirala u žestoku bitku na ulicama glavnog somalijskog grada, kasnije opisanoj u knjizi Pad crnog jastreba: Priča o modernom ratu, prema kojoj je snimljen i film. Sva četiri SEALa nagrađena su Srebrnom zvijezdom.

### Invazija na Panamu
Delta Force, uz pomoć DEVGRU-a (SEAL tim 6) i ostalih specijalnih jedinica, zaslužni su za uhićenje diktatora Manuela Noriege tijekom američke invazije na Panamu u prosincu 1989.

### Rat u Bosni i Hercegovini
Nakon zaustavljanja velikosrpskog pohoda po RH, BiH i Kosovu, elementi DEVGRU-a i SFOR-a bili su poslani na zadatak u Bosnu kako bi uhvatili optuženike za ratne zločine. Jedan od DEVRGU-ovih meta bio je i general Republike Srpske Radislav Krstić, odgovoran za masakr u Srebrenici 1995., prva osoba koju je haški tribunal osudio zbog genocida na kaznu od 46 godina.

### Operacija Neptunovo koplje
Iza 01:00 ujutro (po pakistanskom vremenu) 2. svibnja 2011., trupa od 24 Navy SEALova je poslana u Abottabad, Pakistan, gdje su neutralizirali Osamu bin Ladena.

## Selekcija i obuka
Prije dolaska na selekciju pod nazivom Basic Underwater Demolition/SEAL (BUD/S), kandidat mora proći nekoliko osnovnih testova poslije čega može dobiti SEAL ugovor ako prođe test fizičke spremnosti. Obuka za SEALove je rigorozna i prolaznost je u prosjeku 20%.
Nakon BUD/S-a i padobranske škole je kvalifikacijski tečaj za SEALove (SEAL Qualification Training). Nakon završetka SQT-a, mornari dobiju značku SEALova i dodijeli ih se jednom od SEAL timova.

## SEAL timovi
| Znakovlje  | Tim         | Broj voda            | Sjedište                 |
| ---------- | ----------- | -------------------- | ------------------------ |
|            | SEAL tim 1  | Coronado, California |                          |
|            | SEAL tim 2  | 8 voda               | Little Creek, Virginia   |
|            | SEAL tim 3  | 8 voda               | Coronado, California     |
|            | SEAL tim 4  | 8 voda               | Little Creek, California |
|            | SEAL tim 5  | 8 voda               | Coronado, California     |
| SEAL Tim 7 | SEAL tim 7  | 8 voda               | Coronado, California     |
|            | SEAL tim 8  | 8 voda               | Little Creek, Virginia   |
|            | SEAL tim 10 | 8 voda               | Little Creek, Virginia   |
|            | SEAL tim 17 | 2 voda               | Coronado, California     |
|            | SEAL tim 18 | 2 voda               | Little Creek, Virginia   |

## Vanjske poveznice
- Službena stranica  Arhivirana inačica izvorne stranice od 24. ožujka 2022. (Wayback Machine)